# Полшник
Полшник (словен. Polšnik) је насељено место у општини Литија, Засавска регија, Словенија.

## Историја
До територијалне реорганизације у Словенији био је у саставу старе општине Литија.

## Становништво
У попису становништва из 2011. године, Полшник је имао 100 становника.
| Број становника према пописима | Број становника према пописима | Број становника према пописима |
| ------------------------------ | ------------------------------ | ------------------------------ |
| 1991                           | 2002                           | 2011                           |
| 114                            | 122                            | 100                            |

Напомена: Године 1953. настала спајањем насеља Сподњи Полшник и Згорњи Полшник која су укинута.

## Галерија
- улаз у насеље
- пејзаж
- панорама
- унутрашњост цркве